# W-inds.THE SYSTEM OF ALIVE
《w-inds.THE SYSTEM OF ALIVE》(윈즈~더 시스템 오브 얼라이브~)는 w-inds.의 두 번째 앨범이다. 2002년 12월 18일 FLIGHT MASTER에서 발매하였다.
싱글곡 《try your emotion》, 《Another Days》, 《Because of you》, 《NEW PARADISE》를 포함한 14곡을 수록하고 있다. try your emotion은 앨범 버전으로 새롭게 리믹스되어 수록되었으며, 전작에 비해 3분 이내의 곡들이 있으며, 외국인 작곡가의 곡들을 사용하기 시작하였다.
전작과 같이 초회한정반과 통상반의 자켓사진이 다르며, 대한민국에서는 2004년에 통상반을 라이센스로 발매되었다.

## 초회한정반 특전
- 초회한정 북케이스, 불투명 케이스 사양
- 12면 포토카드
- 오리지널 자켓 스티커 1세트 (3종류 중 1종)
- w-inds. 윈터 캠페인 응모 엽서

## 트랙리스트
| CD |                                     |                                                                                       |      |
| 1  | Break Down, Build Up                | 작사, 작곡, 편곡 : 하야마 히로아키                                                    | 3:01 |
| 2  | NEW PARADISE                        | 작사 : 하야마 히로아키, 아쿠츠 켄타로 / 작곡, 편곡 : 하야마 히로아키                  | 5:09 |
| 3  | SOMEHOW                             | 작사 : shungo. / 작곡 : Laila Samuelsen, Birger Eikemo / 편곡 : Banana Ice            | 2:37 |
| 4  | fever                               | 작사 : shungo. / 작곡 : Marc Nelkin, Jamie Hartman, Debbie Gibson / 편곡 : Banana Ice | 2:42 |
| 5  | Baby Maybe                          | 작사 : shungo. / 작곡 : Steve Kipner, David Kopatz, Cutfather&Joe / 편곡 : Banana Ice | 3:08 |
| 6  | THE SYSTEM OF ALIVE                 | 작사, 작곡, 편곡 : 하야마 히로아키                                                    | 3:00 |
| 7  | Because of you                      | 작사 : shungo. / 작곡, 편곡 : 하라 카즈히로                                           | 3:22 |
| 8  | try your emotion~next side version~ | 작사, 작곡, 편곡 : 하야마 히로아키                                                    | 4:28 |
| 9  | THANK YOU                           | 작사, 작곡, 편곡 : T.M.O                                                              | 4:40 |
| 10 | I still love you                    | 작사, 작곡, 편곡 : T.M.O                                                              | 4:42 |
| 11 | Find Myself                         | 작사, 작곡, 편곡 : 하야마 히로아키                                                    | 4:07 |
| 12 | Another Days                        | 작사, 작곡, 편곡 : 하야마 히로아키                                                    | 4:58 |
| 13 | This Time ~소원(일본어: 願い)~      | 작사, 작곡, 편곡 : 하야마 히로아키                                                    | 4:54 |
| 14 | Top of the world                    | 작사, 작곡, 편곡 : T.M.O                                                              | 4:13 |

## 차트 성적
- 최고순위 3위 (오리콘)

## 타이업
- 8. try your emotion

NTV 《솔트레이크 동계 올림픽》 이미지곡
《스포츠 우루구스》, 《SPORTS MAX》는 테마곡으로 사용
- 12. Another Days

훼미리마트 M/F/C 광고 음악